# 拉德茨基级战列舰
拉德茨基级战列舰（德語：Radetzky-Klasse）是三艘无畏戰艦的合称，在1907年至1910年间由位于的里雅斯特的第里雅斯特技術工廠为奧匈帝國海軍建造，是奥匈帝国建造的最后一批前无畏舰。